# Kei Nišikori

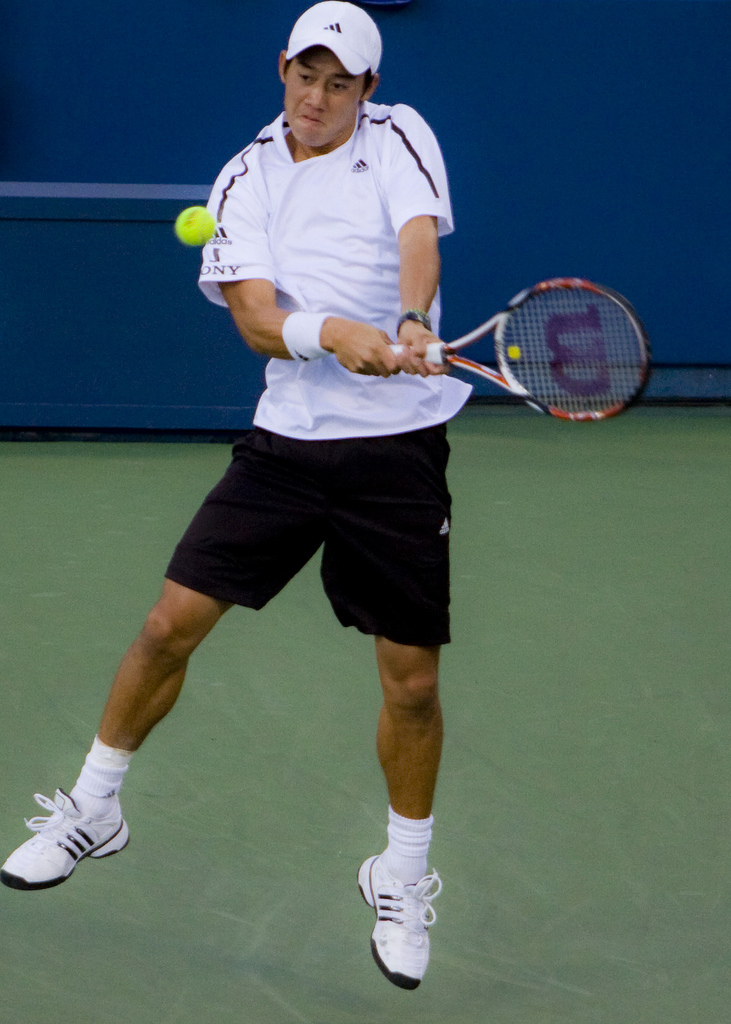
Bekhend na US Open 2008

Kei Nišikori (japonsky 錦織 圭, Nišikori Kei; * 29. prosince 1989 Šimane) je japonský profesionální tenista a bronzový olympijský medailista z dvouhry Riodejaneirských her. Ve své dosavadní kariéře vyhrál na okruhu ATP Tour dvanáct turnajů ve dvouhře. Sérii devíti finálových porážek ukončil triumfem na Brisbane International 2019. Na challengerech ATP a okruhu ITF získal šest titulů ve dvouhře a dva ve čtyřhře.
Na žebříčku ATP byl ve dvouhře nejvýše klasifikován v březnu 2015 na 4. místě a ve čtyřhře pak v březnu 2012 na 167. místě. Trénují ho Michael Chang a Max Mirnyj. Za jeho vzestupem stál argentinský kouč Dante Bottini.
Představuje jediného mužského tenistu z Japonska, který se probojoval do první desítky žebříčku ATP. V hlavní soutěži turnaje ATP Tour debutoval ve věku sedmnácti let na losangeleském Countrywide Classic 2007, kde jako kvalifikant skončil v úvodním kole na raketě Jihoafričana Wesleyho Moodieho. V roce 2008 byl Asociací tenisových profesionálů vyhlášen Nováčkem roku.
Na nejvyšší grandslamové úrovni se nejdále probojoval do finále mužské dvouhry US Open 2014, v němž nestačil na Chorvata Marina Čiliće. Čtvrtfinále si zahrál na Australian Open 2012, kde jej hladce zastavil čtvrtý nasazený Skot Andy Murray. Na skotského hráče dokázal uhrát pouze sedm gamů. V juniorské kategorii se stal šampiónem čtyřhry na French Open 2006, kde byl jeho spoluhráčem argentinský junior Emiliano Massa.

## Davisův pohár a olympijské hry
V japonském daviscupovém týmu debutoval v roce 2008 semifinálovým utkáním 1. skupiny zóny Asie a Oceánie proti Indii, v němž nejdříve podlehl Rohanu Bopannovi a poté zdolal Maheše Bhúpatího. Japonci prohráli 2:3 na zápasy. Do listopadu 2021 v soutěži nastoupil k dvanácti mezistátním utkáním s bilancí 17–3 ve dvouhře a 3–0 ve čtyřhře.
Japonsko reprezentoval na Letních olympijských hrách 2012 v Londýně, kde v mužské dvouhře startoval jako patnáctý nasazený. Ve třetím kole si poradil s turnajovou čtyřkou Davidem Ferrerem, ale ve čtvrtfinále jej po dvousetovém průběhu zastavil osmý nasazený Argentinec Juan Martín del Potro.
Zúčastnil se také riodejaneirských Her XXXI. olympiády, kde v semifinále dvouhry podlehl světové dvojce a pozdějšímu vítězi Andymu Murraymu. V utkání o bronzovou medaili přehrál za 2:50 hodin španělskou turnajovou trojku Rafaela Nadala ve třech sadách. Pro Japonsko tak vybojoval historicky třetí tenisovou medaili a první od roku 1920, kdy se stříbrným singlistou stal Ičija Kumagai.

## Tenisová kariéra

### Juniorská kariéra
V juniorském tenisu získal titul na turnaji Riad 21 v marockém Rabatu. Na French Open 2006 se probojoval do čtvrtfinále dvouhry a po boku Argentince Emiliana Massy vyhráli deblovou soutěž, když ve finále zdolali ruský pár Artur Černov a Valerij Rudněv. Z události Luxilon Cup konané v rámci březnového Sony Ericsson Open 2007 si odvezl turnajový vavřín po finálové výhře nad Michaelem McClunem.
Čtvrtfinále si zahrál na Australian Open 2006. Ve Wimbledonu 2005 skončil v úvodním kole a na newyorském majoru došel nejdále do třetího kola na US Open 2005.
Celkový poměr výher a proher činil 73–37 ve dvouhře a 53–31 ve čtyřhře. Na kombinovaném juniorském žebříčku ITF figuroval nejvýše v červenci 2006, kdy mu patřila 7. příčka.

### 2012
Do sezóny vstoupil lednovým Brisbane International, na kterém vypadl ve druhém kole s Kypřanem Marcosem Baghdatisem. Na Australian Open otočil utkání proti turnajové šestce Jo-Wilfriedu Tsongovi z nepříznivého stavu 0:1 na sety. Ve čtvrtfinále však byl nad jeho síly čtvrtý nasazený Andy Murray. Na Australian Open se tak stal prvním mužským čtvrtfinalistou z Japonska za předešlých osmdesát let.

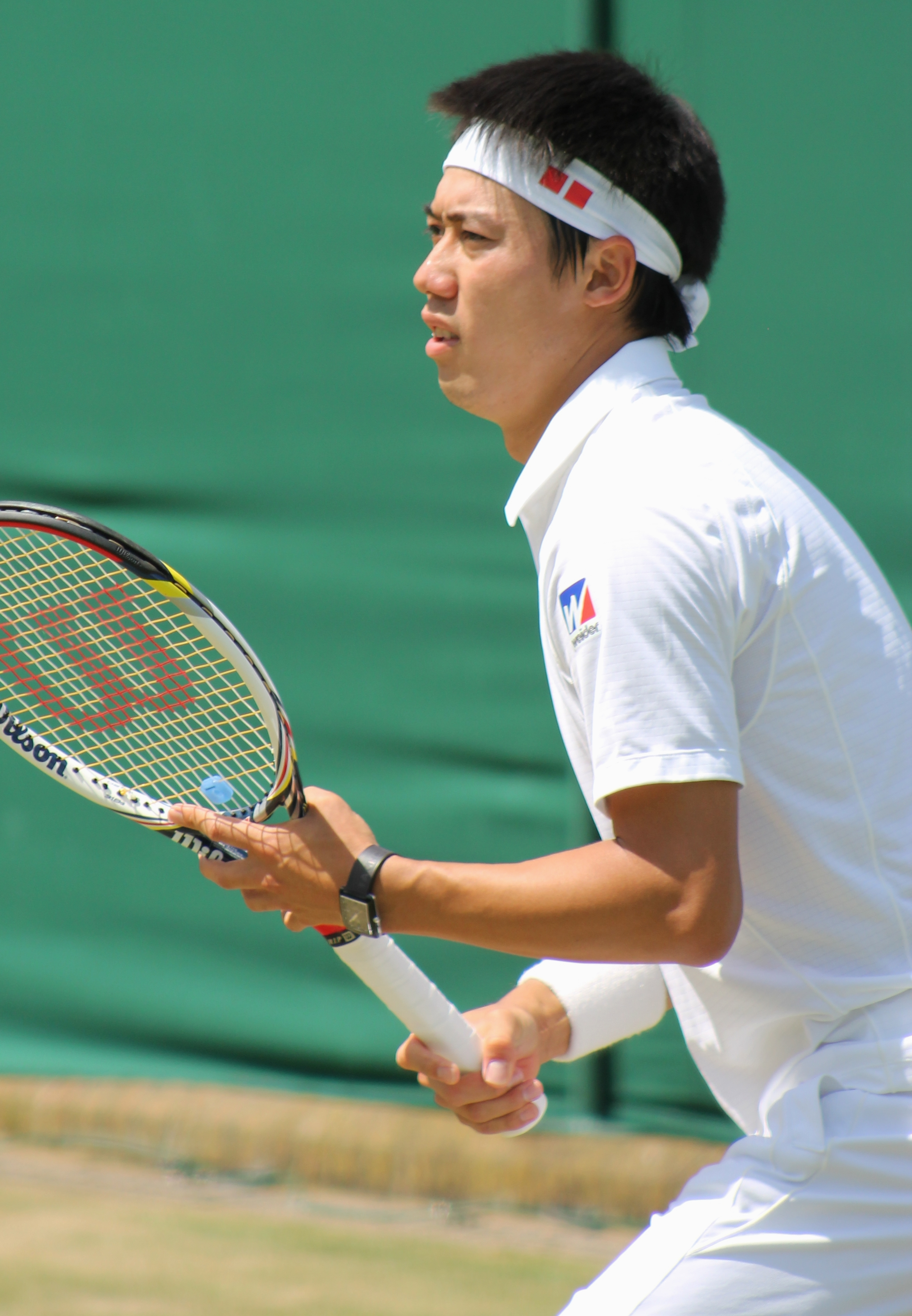
Ve Wimbledonu 2013

V červenci došel na newportském Hall of Fame Tennis Championships čtvrtfinále poté, co vyřadil belgického hráče Oliviera Rochuse ve třech setech. V něm však jako druhý nasazený nenašel recept na Američana Rajeeva Rama. Následovala účast v mužské dvouhře Letních olympijských her v All England Clubu, kde se také probojoval mezi poslední osmičku tenistů. V této fázi mu vystavil stopku osmý nasazený Argentinec Juan Martín del Potro.
Po volném losu na torontském Canada Masters prohrál v duelu druhého kola s Američanem Samem Querreym. Na navazujícím Cincinnati Masters, další událostí ze série US Open, jej ve třetí fázi vyřadil Švýcar Stan Wawrinka. S tímto soupeřem prohrál druhý zápas sezóny, když na něj nenašel recept ani ve čtvrtfinále únorového Copa Claro hraného v Buenos Aires.
Turnajový vavřín si připsal 7. října na tokijském Rakuten Japan Open Tennis Championships, kde jako osmý nasazený ve finále zdolal kanadskou turnajovou šestku Milose Raonice po třísetovém průběhu. Ve čtvrtfinále si poradil s turnajovou dvojkou Tomášem Berdychem a v semifinále s Marcosem Baghdatisem. Získal tak premiérový titul v kategorii ATP World Tour 500 a druhou trofej v kariéře. Bodový zisk mu zajistil posun ze 17. na 15. příčku světové klasifikace. Stal se také prvním Japoncem, jenž ve čtyřicetijednaleté historii Japan Open ovládl některý z jeho ročníků.

### 2013

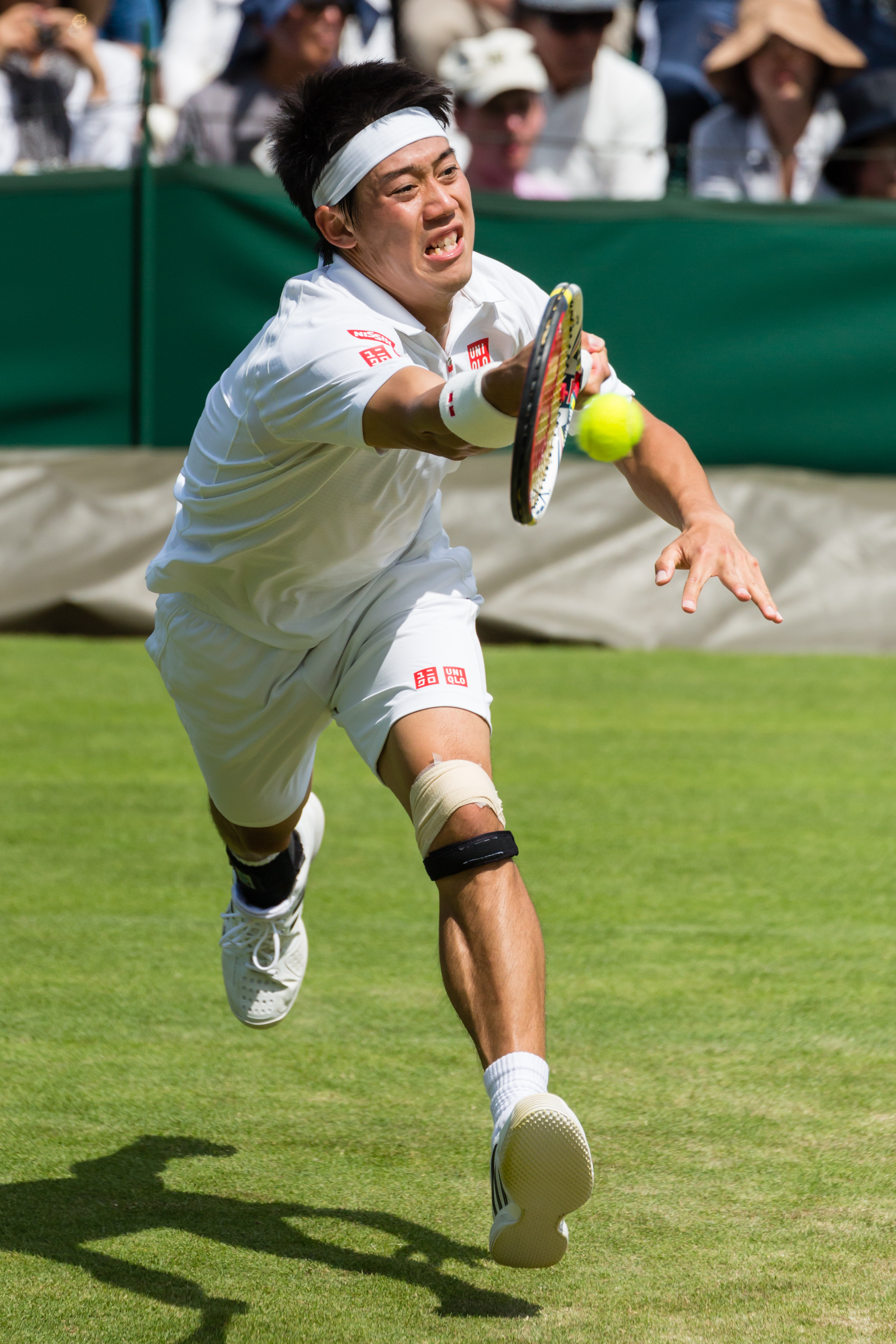
Pozdní doběh k forhendu ve Wimbledonu 2013

Sezónu stejně jako předchozí rok rozehrál na lednovém Brisbane International, kde v semifinále skrečoval Andymu Murraymu pro poranění kolena. Na úvodním grandslamu Australian Open skončil ve čtvrtém kole na raketě španělského hráče Davida Ferrera, když jej během melbournské události stále trápilo kolenní zranění.
Třetí kariérní titul vybojoval na U.S. National Indoor Tennis Championships, kde jako pátý nasazený zastavil ve čtvrtfinále turnajovou jedničku Marins Čiliće z Chorvatska a v boji o titul na něj Španěl Feliciano López uhrál jen pět her. V průběhu události neztratil žádný set. V následné světové klasifikace se posunul o šest míst vzhůru z 22. na 16. pozici.
Významné výhry dosáhl 9. května na antukovém Mutua Madrid Open, kde ve třetím kole vyřadil obhájce titulu a bývalou světovou jedničku Rogera Federera. V dalším zápase však nenašel recept na španělského antukáře Pabla Andújara.
Působení na US Open rychle zakončil, když se jeho porážka v prvním kole od 179. hráče žebříčku Daniela Evanse stala jedním z překvapení turnaje. Ukončil tak šestigrandslamovou sérii účastí ve třetím kole.

### 2014
Od ledna se osobním koučem stal bývalý druhý hráč světa Michael Chang.
V osmifinále Australian Open podlehl favorizované světové jedničce Rafaelu Nadalovi v těsných třech setech. První obhájený turnajový vavřín v kariéře dosáhl na U.S. National Indoor Tennis Championships v Memphisu, když ve finále zdolal chorvatského nejvyššího tenistu okruhu Iva Karloviće.

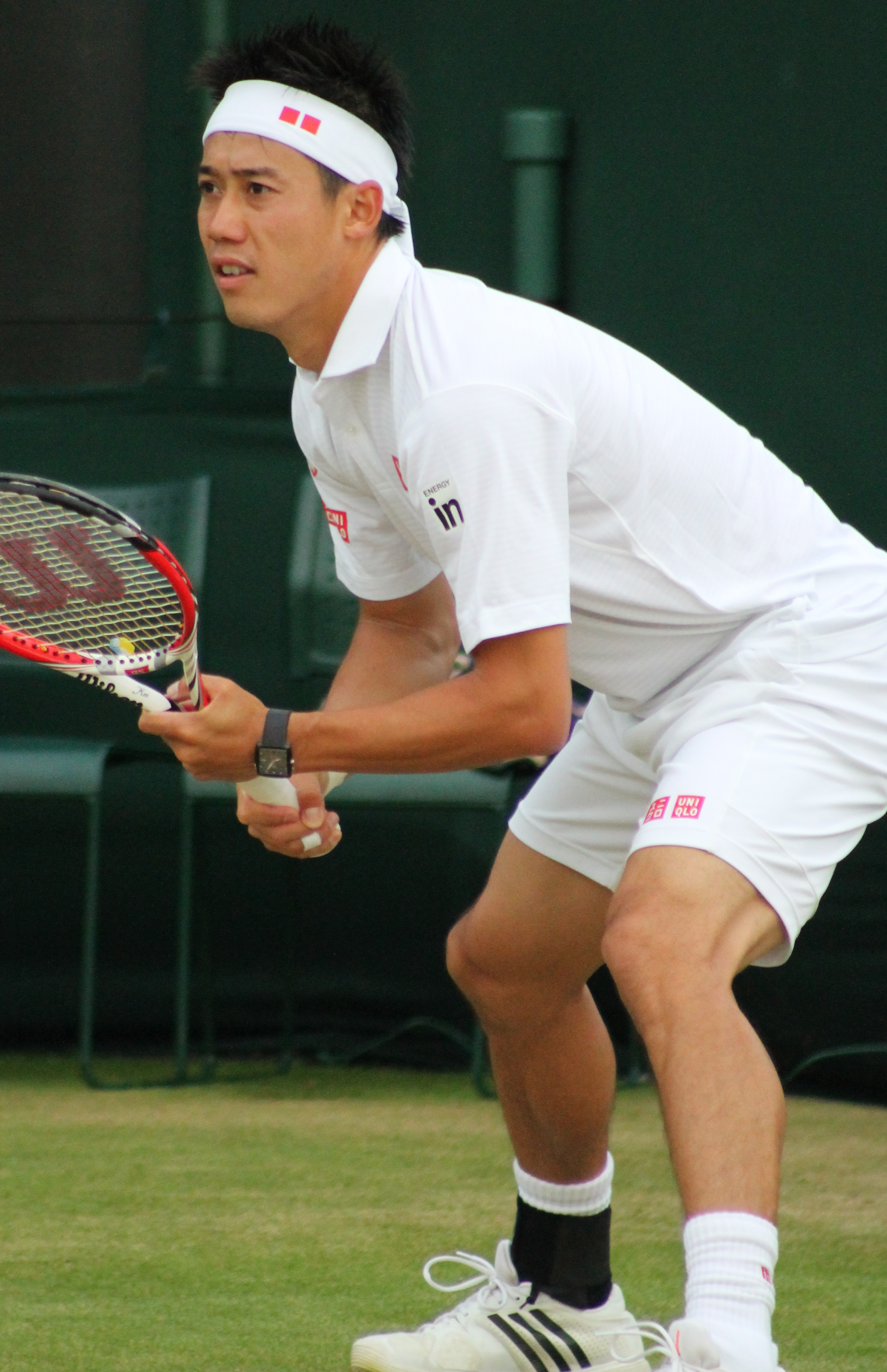
Ve Wimbledonu dohrál v osmifinále

Jako turnajová dvacítka vstupoval do březnového Sony Open Tennis v miamském Key Biscayne. V klání proti čtvrtému nasazenému Davidu Ferrerovi odvrátil čtyři mečboly, aby postoupil do čtvrtfinále. V něm si poradil s turnajovou pětkou Rogerem Federerem a prošel mezi poslední čtyřku hráčů. Podruhé v kariéře se probojoval do semifinále události kategorie Masters, když první odehrál v říjnu 2011 na čínském Shanghai Rolex Masters 2011. K duelu proti světové dvojce Novaku Djokovićovi však nenastoupil pro poranění třísla. Protože před druhým semifinále vzdal také Tomáš Berdych pro žaludeční potíže, stal tento turnaj prvním v otevřené éře tenisu, na němž nebyl odehrán ani jeden semifinálový zápas.
Po léčbě se na dvorce vrátil na konci dubna antukovým Barcelona Open, kde nenašel přemožitele a turnaj vyhrál po vítězství nad Kolumbijcem Santiagem Giraldem 6–2 a 6–2. Dne 10. května se pak probojoval poprvé v kariéře do zápasu o titul v kategorii ATP Masters, když na antukovém Mutua Madrid Open dokázal mezi poslední osmičkou přejít přes Feliciana Lópeze a v semifinále vyřadil turnajovou pětku Ferrera. Ve třetím, rozhodujícím, setu bitvy o turnajovou trofej skrečoval světové jedničce Rafaelu Nadalovi za stavu gamů 0–3. Důvodem bylo poranění zad. V pondělním vydání žebříčku ATP z 12. května poprvé v kariéře zamířil do elitní světové desítky, když mu patřilo 9. místo. Na následném French Open neprošel přes 1. kolo, když byl nad jeho síly Slovák Martin Kližan, se kterým prohrál ve třech setech.
Po neúplně povedeném French Open se přesunul na travnatou část sezóny na turnaj do německého Halle, kde ho v semifinále zastavil pozdějšího vítěz Roger Federer. Na třetím grandslamu sezóny Wimbledonu nejprve přešel přes první dvě kola, následně ve třetím kole přežil pěti setovou bitvu s Italem Simonem Bolellim, avšak nakonec prohrál ve čtvrtém kole s Milosem Raonicem z Kanady, přestože vyhrál úvodní sadu.
Po Wimbledonu se přesunul na turnaj Citi Open ve Washingtonu, kde mu začala americká část sezóny na tvrdých dvorcích. Po dvou prvních kolech, kdy musel oba zápasy hrát na tři sety, došel do čtvrtfinále, kde však narazil na francouzského hráče Richarda Gasqueta, se kterým snadno prohrál ve dvou sadách 6–1 a 6–4 a prohrál s ním tak pátý vzájemný zápas z celkově pěti.

## Soukromý život
Narodil se roku 1989 v japonské prefektuře Šimane do rodiny inženýra Kijošiho a učitelky klavíru Eri Nišikorových. Má starší sestru Reinu žijící v Tokiu. Trvale bydlí na Floridě, kde trénuje v tenisové IMG Academy.
V prosinci 2010 byla zveřejněna informace, že by jej v sezóně 2011 měl trénovat americký kouč Brad Gilbert a Dante Bottini z IMG Academy. Od ledna 2014 jej vede bývalá světová dvojka Michael Chang.

## Finále na Grand Slamu

### Mužská dvouhra: 1 (0–1)
| Stav      | Rok  | Turnaj  | Povrch | Soupeř ve finále | Výsledek      |
| --------- | ---- | ------- | ------ | ---------------- | ------------- |
| Finalista | 2014 | US Open | tvrdý  | Marin Čilić      | 3–6, 3–6, 3–6 |

## Finále na okruhu ATP Tour
| Legenda (před/od 2009)                                 |
| D – dvouhra; Č – čtyřhra                               |
| Grand Slam (0–1 D)                                     |
| Turnaj mistrů (0–0)                                    |
| ATP Masters Series / ATP Tour Masters 1000 (0–4 D)     |
| ATP International Series Gold / ATP Tour 500 (6–6 D)   |
| ATP International Series / ATP Tour 250 (6–3 D; 0–1 Č) |

| Tituly dle povrchu    |
| --------------------- |
| tvrdý (10–9 D; 0–1 Č) |
| tráva (0–0)           |
| antuka (2–5 D)        |
| koberec (0–0)         |

### Dvouhra: 26 (12–14)
| Stav      | č.  | datum             | turnaj                           | povrch    | soupeř ve finále    | výsledek           |
| --------- | --- | ----------------- | -------------------------------- | --------- | ------------------- | ------------------ |
| Vítěz     | 1.  | 11. února 2008    | Delray Beach, Spojené státy      | tvrdý     | James Blake         | 3–6, 6–1, 6–4      |
| Finalista | 1.  | 10. dubna 2011    | Houston, Spojené státy           | antuka    | Ryan Sweeting       | 4–6, 6–7(3–7)      |
| Finalista | 2.  | 6. listopadu 2011 | Basilej, Švýcarsko               | tvrdý (h) | Roger Federer       | 1–6, 3–6           |
| Vítěz     | 2.  | 7. října 2012     | Tokio, Japonsko                  | tvrdý     | Milos Raonic        | 7–6(7–5), 3–6, 6–0 |
| Vítěz     | 3.  | 24. února 2013    | Memphis, Spojené státy           | tvrdý (h) | Feliciano López     | 6–2, 6–3           |
| Vítěz     | 4.  | 16. února 2014    | Memphis, Spojené státy (2)       | tvrdý (h) | Ivo Karlović        | 6–4, 7–6(7–0)      |
| Vítěz     | 5.  | 27. dubna 2014    | Barcelona, Španělsko             | antuka    | Santiago Giraldo    | 6–2, 6–2           |
| Finalista | 3.  | 11. května 2014   | Madrid, Španělsko                | antuka    | Rafael Nadal        | 6–2, 4–6, 0–3skreč |
| Finalista | 4.  | 8. září 2014      | US Open, New York, Spojené státy | tvrdý     | Marin Čilić         | 3–6, 3–6, 3–6      |
| Vítěz     | 6.  | 28. září 2014     | Kuala Lumpur, Malajsie           | tvrdý (h) | Julien Benneteau    | 7–6(7–4), 6–4      |
| Vítěz     | 7.  | 5. října 2014     | Tokio, Japonsko (2)              | tvrdý     | Milos Raonic        | 7–6(7–5), 4–6, 6–4 |
| Vítěz     | 8.  | 15. února 2015    | Memphis, Spojené státy (3)       | tvrdý (h) | Kevin Anderson      | 6–4, 6–4           |
| Finalista | 5.  | 28. února 2015    | Acapulco, Mexiko                 | tvrdý     | David Ferrer        | 3–6, 5–7           |
| Vítěz     | 9.  | 26. dubna 2015    | Barcelona, Španělsko             | antuka    | Pablo Andújar       | 6–4, 6–4           |
| Vítěz     | 10. | 9. srpna 2015     | Washington, D.C., Spojené státy  | tvrdý     | John Isner          | 4–6, 6–4, 6–4      |
| Vítěz     | 11. | 14. února 2016    | Memphis, Spojené státy (4)       | tvrdý (h) | Taylor Fritz        | 6–4, 6–4           |
| Finalista | 6.  | 3. dubna 2016     | Miami, Spojené státy             | tvrdý     | Novak Djoković      | 3–6, 3–6           |
| Finalista | 7.  | 24. dubna 2016    | Barcelona, Španělsko             | antuka    | Rafael Nadal        | 4–6, 5–7           |
| Finalista | 8.  | 31. července 2016 | Toronto, Kanada                  | tvrdý     | Novak Djoković      | 3–6, 5–7           |
| Finalista | 9.  | 30. října 2016    | Basilej, Švýcarsko (2)           | tvrdý (h) | Marin Čilić         | 1–6, 6–7(5–7)      |
| Finalista | 10. | 8. ledna 2017     | Brisbane, Austrálie              | tvrdý     | Grigor Dimitrov     | 2–6, 6–2, 3–6      |
| Finalista | 11. | 19. února 2017    | Buenos Aires, Argentina          | antuka    | Alexandr Dolgopolov | 6–7(4–7), 4–6      |
| Finalista | 12. | 22. dubna 2018    | Monte Carlo, Monako              | antuka    | Rafael Nadal        | 3–6, 2–6           |
| Finalista | 13. | 7. října 2018     | Tokio, Japonsko                  | tvrdý     | Daniil Medveděv     | 2–6, 4–6           |
| Finalista | 14. | 28. října 2018    | Vídeň, Rakousko                  | tvrdý (h) | Kevin Anderson      | 3–6, 6–7(3–7)      |
| Vítěz     | 12. | 6. ledna 2019     | Brisbane, Austrálie              | tvrdý     | Daniil Medveděv     | 6–4, 3–6, 6–2      |

### Čtyřhra: 1 (0–1)
| Stav      | č. | datum          | turnaj              | povrch | spoluhráč           | soupeři ve finále       | výsledek      |
| --------- | -- | -------------- | ------------------- | ------ | ------------------- | ----------------------- | ------------- |
| Finalista | 1. | 11. ledna 2015 | Brisbane, Austrálie | tvrdý  | Alexandr Dolgopolov | Jamie Murray John Peers | 3–6, 6–7(4–7) |

## Zápasy o olympijské medaile

### Mužská dvouhra: 1 (1 bronz)
| Medaile | datum          | turnaj                   | povrch | soupeř       | výsledek           |
| ------- | -------------- | ------------------------ | ------ | ------------ | ------------------ |
| Bronz   | 14. srpna 2016 | Rio de Janeiro, Brazílie | tvrdý  | Rafael Nadal | 6–2, 6–7(7–1), 6–3 |

## Finále na challengerech ATP a okruhu Futures
| Legenda                    |
| -------------------------- |
| Challengery (7–1 D; 1–0 Č) |
| Futures (1–1 D; 1–0 Č)     |

### Dvouhra: 10 (8–2)
| Stav      | č. | datum              | turnaj                     | povrch    | soupeř ve finále       | výsledek           |
| --------- | -- | ------------------ | -------------------------- | --------- | ---------------------- | ------------------ |
| Vítěz     | 1. | 23. října 2006     | Mazatlán, Mexiko           | tvrdý     | Miguel Gallardo-Valles | 6–2, 6–1           |
| Finalista | 1. | 23. dubna 2007     | Little Rock, Spojené státy | tvrdý     | Donald Young           | 2–6, 2–6           |
| Finalista | 2. | 3. června 2007     | Carson, Spojené státy      | tvrdý     | Alex Bogomolov         | 4–6, 3–6           |
| Vítěz     | 2. | 21. dubna 2008     | Paget, Bermudy             | antuka    | Viktor Troicki         | 2–6, 7–5, 7–6(7–5) |
| Vítěz     | 3. | 10. května 2010    | Savannah, Spojené státy    | antuka    | Ryan Sweeting          | 6–4, 6–0           |
| Vítěz     | 4. | 17. května 2010    | Savannah, Spojené státy    | antuka    | Brian Dabul            | 2–6, 6–3, 6–4      |
| Vítěz     | 5. | 16. srpna 2010     | Binghamton, Spojené státy  | tvrdý     | Robert Kendrick        | 6–3, 7–6(7–4)      |
| Vítěz     | 6. | 15. listopadu 2010 | Knoxville, Spojené státy   | tvrdý (h) | Robert Kendrick        | 6–1, 6–4           |
| Vítěz     | 7. | 3. února 2018      | Dallas, Spojené státy      | tvrdý (h) | Mackenzie McDonald     | 6–1, 6–4           |
| Vítěz     | 8. | 18. června 2023    | Palmas del Mar, Portoriko  | tvrdý     | Michael Zheng          | 6–2, 7–5           |

### Čtyřhra: 2 (2–0)
| Stav  | č. | datum           | turnaj                     | povrch | spoluhráč    | soupeři ve finále              | výsledek      |
| ----- | -- | --------------- | -------------------------- | ------ | ------------ | ------------------------------ | ------------- |
| Vítěz | 1. | 23. dubna 2007  | Little Rock, Spojené státy | tvrdý  | Donald Young | Brendan Evans Brian Wilson     | 7–6(7–5), 6–4 |
| Vítěz | 2. | 26. května 2008 | Smirna, Turecko            | antuka | Jesse Levine | Nathan Thompson Danai Udomčoke | 6–1, 7–5      |

## Finále na juniorce Grand Slamu

### Čtyřhra juniorů: 1 (1–0)
| Stav  | Rok  | Turnaj      | Povrch | Spoluhráč      | Soupeři ve finále           | Výsledek      |
| ----- | ---- | ----------- | ------ | -------------- | --------------------------- | ------------- |
| Vítěz | 2006 | French Open | antuka | Emiliano Massa | Artur Černov Valerij Rudněv | 2–6, 6–1, 6–2 |

## Postavení na konečném žebříčku ATP

### Dvouhra
| Rok    | 2006 | 2007   | 2008  | 2009   | 2010  | 2011  | 2012  | 2013  | 2014 | 2015 | 2016 | 2017  | 2018 | 2019  | 2020  |
| Pořadí | 605. | ▲ 281. | ▲ 63. | ▼ 420. | ▲ 98. | ▲ 25. | ▲ 19. | ▲ 17. | ▲ 5. | ▼ 8. | ▲ 5. | ▼ 22. | ▲ 9. | ▼ 13. | ▼ 41. |

### Čtyřhra
| Rok    | 2006 | 2007   | 2008   | 2009 | 2010   | 2011   | 2012   | 2013   | 2014   | 2015   | 2016   | 2017   | 2018 | 2019 | 2020   |
| Pořadí | —    | ▲ 975. | ▲ 593. | ▼ —  | ▲ 510. | ▲ 183. | ▼ 294. | ▲ 276. | ▼ 549. | ▲ 416. | ▼ 842. | ▲ 817. | —    | 451. | ▼ 498. |